# Noir Désir
Noir Désir (Нуа́р Дезі́р; укр. Чорне бажання) — французький рок-гурт утворений у 1983 році у місті Бордо. Гурт називають еталоном французької рок-сцени. У своїй дискографії мають шість студійних альбомів, два з яких двічі платинові і три — золоті, три видання живих виступів і три компіляції. Вони вплинули на творчість багатьох французьких виконавців, зокрема Cali, Louise Attaque і Miossec. 1990 року Noir Désir виступали у петербурзькому Спортивно-Концертному Комплексі на розігріві у гурту «Кино». Творчість гурту тимчасово припинилась у зв'язку з ув'язненням Канта у 2004 році. Проте після дострокового звільнення у 2007 році, 12 листопада 2008 року на офіційному сайті гурту з'явились дві композиції для завантаження (Gagnants / Perdants і Le Temps des cerises), що свідчить про роботу Noir Désir над наступним альбомом.

## Біографія

### Створення гурту
Бертран Канта і Серж Тіссо-Ґе зустрілися в 1980 році у середній школі. Канта переїхав до Бордо з свого рідного міста в Нормандії. У той час Тіссо-Ґе було 17, Канта — 16. Двох підлітків, об'єднувала спільна любов до музики, зокрема, Led Zeppelin, The Who і AC/DC, тому вони вирішили створити свою власну групу. Тіссо-Ґе мав пристойну музичну освіту, з десятирічним навчанням гри на класичній гітарі, однак Канта не вмів, на той час, грати на жодному інструменті, тому він вирішив стати в їх гурті співаком. В період літніх канікул вони зустрілися з Денісом Бартом, який поділяв аналогічну пристрасть до музики, і він погодився грати на ударних в їх групі, хоча він ніколи раніше на них не грав.

### Зміни у стилі: 1992—1995 роки
Новий альбом записувався у Лондоні під наглядом місцевого продюсера Теда Найслі. Учасники Noir Desir покладали великі надії на новий лонг-плей, який за їхніми планами, мав стати своєрідним поверненням після невдач з попередником. Між тим, атмосфера в середині колективу все одно залишалася напруженою. Музично цей запис став найважчим у дискографії бордозьців, стилістично наближаючись до нойз- та гараж-року. У той же час, завдяки важкому гітарному звучанню, яке лунало від початку до кінця, ця нова робота виглядала як моноліт, як, свого роду, концептуальний запис — чого не було притаманно їхнім попереднім дискам. Він отримав назву Tostaky — це сленгове скорочення гасла мексиканських революціонерів TODO está aquí (ісп. «тут є все») (більшість віршів Бертран написав під час проживання у Мексиці). Від музичних критиків платівка отримала стримані рецензії. Серед недоліків, журналісти відмічали певну «зацикленість» лірики пісень на «бажанні бути постійно проти» про яке Канта почав співати ще на дебютнику, у той же час преса відмічала устремління музикантів шукати своє власне звучання і не подражати популярному у той час стилю гранжу. Комерційно, альбом повторив скромний результат попередника і отримав золотий диск (реалізовано 100 000 копій) від Французької національної профспілки виробників фонограм.
Протягом всього 1993 року гурт веде інтенсивну концертну діяльність. Як пізніше згадував барабанщик Дені Барт, відчуття розчарування після відносного неуспіху Tostaky, було повністю компенсовано туром на його підтримку. Ті гастролі добре вплинули на відносини між учасниками колективу — чисельні концерти у переповнених залах дали змогу відчути музикантам свою єдність і силу. У 1994 році, їхня фірма звукозапису підготувала низку релізів: за мотивами гастролей 1993 року, був виданий подвійний концертник Dies Irae, також світ побачила його відео-версія видана на VHS; тоді ж вийшла видана перша збірка найкращих пісень (це перший реліз подібного формату у дискографії гурту), під однойменною назвою Noir Désir. У тому ж році колектив виступив на фестивалі «Arezzo» у Італії. (Як з'ясується пізніше для Відалена, цей виступ став останнім концертом у складі Noir Desir).
Наступний, 1995 рік пройшов досить спокійно. Канта одружився і зробив другу операцію на зв'язках. Ге-Тіссо почав записувати матеріал для свого першого сольного альбому.

### Спільні проекти. Пауза у діяльності: 1998—2000 роки
Після закінчення успішного концертного туру на підтримку свого п'ятого альбому, учасники гурту вирішили зробити перерву у своїй діяльності. Фактично протягом наступних п'яти років, від Noir Desir не було нічого чути стосовно нового повноцінного студійного запису, Учасники гурту витрачали свій час та зусилля на співпрацю зі своїми знайомими-музикантами, брали участь у благодійних акціях, а також, час від часу, гастролювали.
У 1998 році вийшла підбірка реміксів «One Trip/One Noise». На такий реліз музикантів надихнув зроблений їхнім фаном ремікс пісні Septembre, en attendant, який був надісланий їм електронною поштою. Серед виконавців, які зробили ремікси на пісні Noir Desir були Ян Тірсен, GusGus, Telepopmusik та ін. У тому ж році колектив бере участь у запису триб'ют-альбому «Aux Suivant(s)» присвяченому пам'яті бельгійського поета та співака Жака Бреля. Вони зробили свою версію пісні «Ces gens-là» (фр. Ці люди) — композиція була видана окремо, як промо-сингл для радіо-станцій. Роком пізніше Noir Desir записали пісню «L'iditente» спільно зі своїми друзями з іншого французького рок-гурту Têtes Raides для їхнього альбому «Gratte poil» (2000).
У 2000-му фірмою Barclay, на трьох дисках, була випущена компіляція «En route pour la joie». Вона цікава тим, що туди потрапило багато раритетного та невиданого матеріалу, який накопичився за чотирнадцять років співпраці між лейблом та рок-колективом. Спеціально для цієї збірки був записаний кавер пісні відомого французького співака Алена Башунга (сам Башунг товаришував з музикантами гурту). Ця кавер-версія була заспівана Канта та Башунгом, який також знявся у відео-кліпі (це відео стало першим новим кліпом Noir Desir за останні три роки). Приблизно у той час Бертран Канта записує композицію для благодійної збірки «Tibet Libre» (фр. Вільний Тибет). Під час запису він познайомився з Акошем Селевеньі (угор. Akosh Szelevényi) — талановитим джазменом та мультиінструменталістом. Канта запросив Акоша зробити свій внесок у запис нової, вже шостої студійної спроби Noir Desir, праця над якою вже розпочалась.

### Пік кар'єри. Останній альбом: 2001—2002 роки
Праця над новим записом проходила у студіях Франції та США. Сама студійна робота над альбомом значно відрізнялася від попередніх платівок — задля створення більшості композицій активно застосовувалися комп'ютери, зокрема, технологія семплюювання. Також цей запис відмітився низкою запрошених виконавців: Ману Чао, Бріжит Фонтен, вищезгаданий Селевеньі та інші. Тематично лірика пісень на новому диску розповідала про велику пожежу (цікаво, що дата виходу платівки 9.11.2001, збіглася з терактами у Нью-Йорку; більш того — в оформленні буклету були використані колажі зі Статуєю Свободи) Серед нових пісень було багато несподіванок, наприклад, остання композиція на диску «L' Europe» — монументальний, за своїм задумом, трек на 23 хвилини; або ж «Des Armes» — емоційно виконана декламація вірша Лео Ферре з мінімальним музичним супроводом. Незважаючи на домінування електронного звучання, на новому лонг-плеї також є «звичайні», гітарні треки.
Першим синглом стала «Le Vent Nous Portera» (фр. Нас понесе вітер) — з Ману Чао на гітарі. Ця композиція стала найбільш відомою та успішною піснею Noir Desir: вона підійнялася до третьої сходинки сингл-чарту Франції, а в Італії взагалі очолила місцевий чарт.
Альбом отримав позитивні відгуки від преси. Журналісти виводили своєрідний графік еволюції музики Noir Désir — починаючи з пост-панку кінця 80-х, через важкий гітарний рок 90-х, до електронної еклектики початку нульових. На думку критиків, Des Visages, Des Figures став своєрідною кульмінацією у творчості музикантів. Нова платівка також стала й найуспішнішою серед інших — вона повторила досягнення попередниці, діставшись до першого місця альбомного чарту Франції, й отримавши два платинових диска від SNEP. (На сьогодні вже продано більше мільйона примірників).

На початку дуже успішного для себе 2002 року, «Des Visages, Des Figures» — здобув номінацію і виграв нагороду як «найкращий рок-альбом року» престижної музичної нагороди Victoires de la Musique (яку іноді називають французьким Гремі). На церемонії нагородження, Бертран Канта від імені учасників Noir Desir звернувся до Жана-Марі Мес'є (фр. Jean-Marie Messier), голови Universal Music France (туди входить Barclay Records), який як гість сидів у залі:
Товаришу президент і головний директор. Ти дозволиш мені називати тебе товаришем? І називати з цієї нагоди на «ти», як це прийнято? Твої маневри не вводять нас в оману. І якщо ми опинилися з тобою на одній планеті, ми, безумовно, належимо до різного суспільного середовища.
Виступи концертного туру на підтримку Des Visages Des Figures відбувалися у міських театрах Франції, а також у великих концертних залах, на кшталт паризького Le Zenith. Багато старих пісень, під час тих гастролей, виконувались у новому аранжуванні. Задля того щоб урізноманітнити своє звучання, був запрошений клавішник Крістоф Перуччі (фр. Christophe Perruchi). Гурт також продовжував розширювати свою гастрольну географію — у 2002 році вони завітали до Монреалю, а трохи пізніше вони вирушили у гастрольний тур по Близькому Сходу, відвідавши Сирію, Ліван та Палестину. Ці концерти у арабських країнах проходили у невеликих клубах. Як видатне явище сучасної французької музики, німецький канал культури ARTE присвячує Noir Désir свою передачу, у якій транслює їхній концерт. Згодом був виданий останній комерційний сингл — «Lost» (дістався лише 50 сходинки у сингл-чарті). Останнім ж матеріалом зробленим заради розкрутки шостого альбому, став відео-кліп на пісню A L'Envers À l'Endroit режисером якого став Мішель Гондрі (фр. Michel Gondry).

### Остаточний розпад Noir Désir: 2010 рік
За роки його ув'язнення, серед прихильників Noir Désir ходило багато чуток про подальшу долю колективу: деякі фани вважали що він після звільнення взагалі залишить музику та ін. 12 листопада 2008 року на офіційному сайті гурту з'явилось дві нові пісні «Gagnants/Perdants» та «Le Temps des cerises», які можна було безкоштовно завантажити. Ці композиції були записані у домашній студії Деніса Барта.
21 березня 2009 року від раку помер Ален Башунг — добрий знайомий колективу, музиканти виявили бажання записати пісню для альбому пам'яті присвячену Башунгу, але з неясних причин цей проект так і не був втілений у життя.
29 липня 2010 року Канта був офіційно звільнений. Протягом літа 2010 року з'являлось все більше нових повідомлень про те, що Noir Désir випустять новий альбом. Ажіотаж підігрів Паскаль Негр — голова Universal Music France, який повідомив про укладений новий контракт із групою.
Перший за сім років публічний виступ Канта стався 2 жовтня того ж 2010 року на фестивалі Les Rendez-vous de Terres Neuves у місті Бегль. Разом із ним на сцені був гурт Eiffel, з яким вони виконали спільну пісню À tout moment la rue — хіт-сингл з їхнього останнього альбому; а також низку каверів (Search and destroy, Le Temps des cerises).

Гітарист Noir Désir Серж Тіссо-Ґе у своєму особистому ком'юніті 29 листопада повідомив, що виходить зі складу гурту через «особисто-емоційні й творчі розбіжності» із солістом Бертраном Канта. Він зазначив, що ось вже кілька років «для ситуації навколо колективу характерна непристойність». Друг колективу Юрій Ланкетт пояснив журналу Le Point:
Самогубство його першої дружини і є та сама непристойність, про яку говорить Серж Тесса-Ге. Група була готова виносити пресу в ім'я музики. Але трагічні події останніх років зламали творчу динаміку….
Нарешті 30 листопада того ж року, барабанщик Деніс Барт оголосив про остаточний розпад Noir Désir.

## Кавери
За свою двадцятирічну кар'єру французький рок-гурт Noir Désir виконував безліч каверів інших виконавців. Здебільшого це були пісні панк-рок гуртів другої половини 1970-х років, на кшталт The Saints, Nick Cave and the Bad Seeds, The Stooges, MC5 та ін. Хоча також є і представники традиційного французького шансону Ален Башунг та Жорж Бресен.
- Bis Baby Boum Boum
- 21st Century Schizoid Man
- Ces gens la
- Drunken sailors
- Fire Spirit
- Helter skelter
- The Chameleon
- I'm Sick of You
- I want you
- Le Roi
- Long time man
- Volontaire

## Дискографія
- 1987: Où veux-tu qu'je r'garde ?
- 1989: Veuillez rendre l'âme (à qui elle appartient)
- 1991: Du ciment sous les plaines
- 1992: Tostaky
- 1996: 666.667 Club
- 2001: Des Visages Des Figures